# Biaroza
Biaroza (en biélorusse : Бяроза, en łacinka : Biaroza) ou Berioza (en russe : Берёза ; en polonais : Bereza ; en lituanien : Biaroza) est une ville de la voblast de Brest, en Biélorussie, et le centre administratif du raïon de Biaroza. Sa population s'élevait à 29 437 habitants en 2019.

## Géographie
Biaroza st arrosée par la rivière Iasselda, un affluent gauche de la Pripiat, et un sous-affluent du Dniepr. Elle est située à 105 km de Brest.

## Histoire
Le village de Biaroza, dont le nom signifie « bouleau », est mentionné pour la première fois en 1477 comme faisant partie du powiat de Slonim. Au XVe siècle, le village reçut probablement des privilèges urbains. Entre 1538 et 1600, Biaroza fut un important centre du calvinisme. Par la suite, Biaroza devint la possession de la famille Radziwill, puis au XVIIe siècle de la famille Sapieha, qui y fit construire un monastère fortifié, la chartreuse de Bereza, et un palais. Le pape Alexandre VII accorda le titre de prince à Lew Sapieha. Le monastère, fondé par des chartreux de Paradies (près de Dantzig) et qui avait accueilli des chartreux italiens de Trévise, fut agrandi et devint l'une des plus grandes chartreuses de la république des Deux Nations. L'ordre des chartreux donna son nom à la deuxième partie du nom de la ville Biaroza-Kartuskaja (en polonais : Bereza Kartuska), « Biaroza chartreux » ou « Bereza ».
Pendant la Grande Guerre du Nord, le monastère abrita une conférence, tenue par le roi Auguste II de Pologne et Pierre Ier de Russie. En 1706, le monastère fortifié fut assiégé, pris d'assaut et pillé par les troupes de Charles XII de Suède. Deux ans plus tard, les forces suédoises pillèrent de nouveau la région, ce qui entraîna le dépeuplement presque total de la ville. Biaroza fut également endommagée par les armées d'Alexandre Souvorov, en 1772, lors de la première partition de la Pologne.

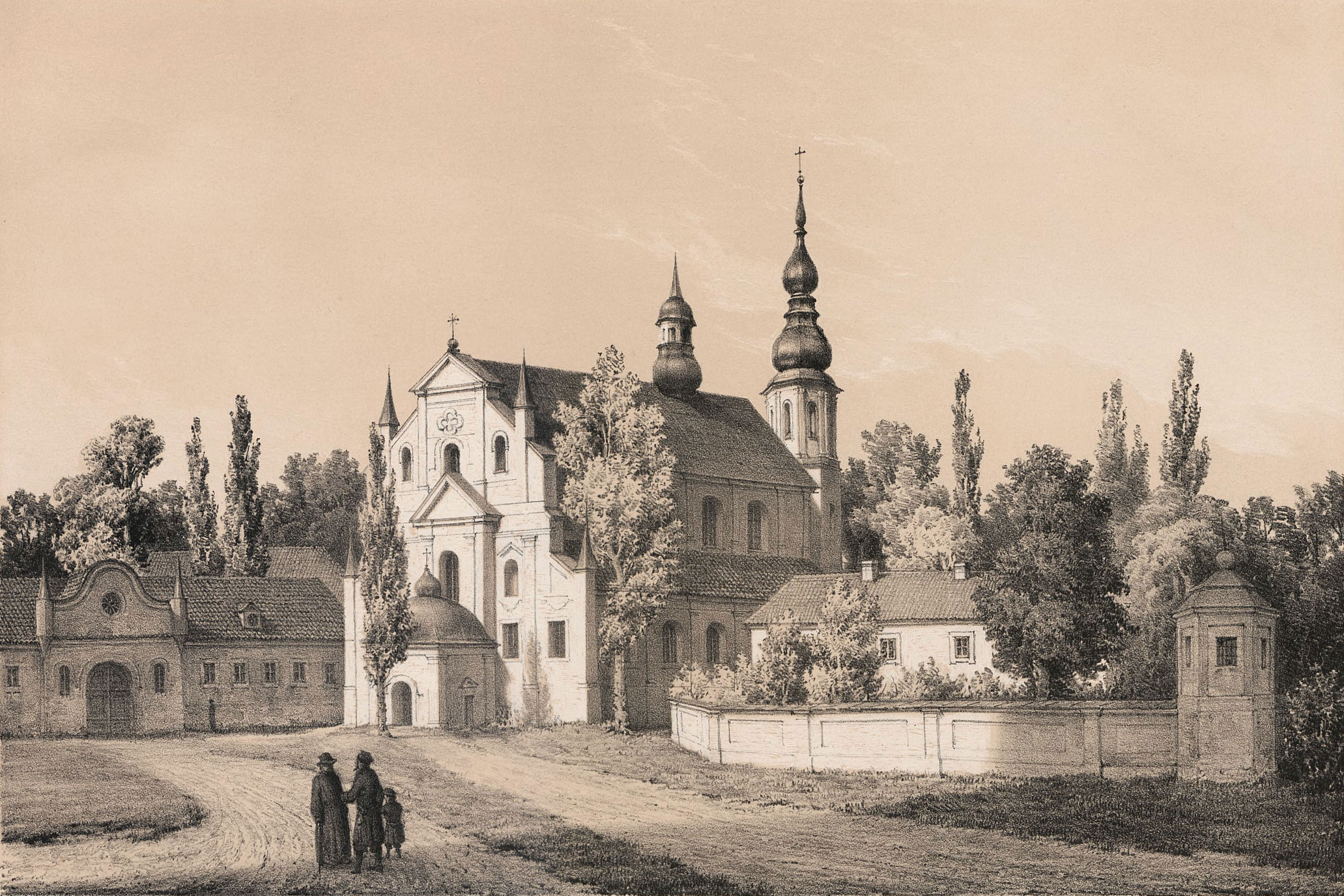
Le monastère des chartreux, par Napoleon Orda.

La ville et le monastère furent annexés par la Russie. Après l'insurrection de Novembre 1831, la ville fut conquise par les armées russes, puis pillée. Le monastère fut fermé par les autorités tsaristes et après l'insurrection de Janvier 1863, le complexe fut en partie démoli, en 1866, et les briques utilisées pour la construction à proximité d'une prison et de casernes russes. L'église baroque fut fermée en 1868. Après le soulèvement, la ville fit partie de la « zone de résidence », où étaient cantonnés des Juifs expulsés d'autres régions de l'Empire russe. En 1842, une route reliant Moscou à Varsovie fut ouverte à travers la ville, ce qui marqua le début d'une période de prospérité économique. En 1871, une nouvelle voie ferrée Varsovie - Moscou passant à une trentaine de kilomètres de la ville facilita les relations avec les grandes villes de Brest et Minsk. En 1878, la ville avait un marché et comptait environ 200 maisons. La population de la ville et de ses environs s'élevait à environ 5 000 habitants. Outre les églises catholiques et uniates, il y avait aussi une synagogue, des bains et un marché juifs juste à l'extérieur des limites de la ville.
En 1917, la ville fut annexée par l'Allemagne et ensuite rattachée à l'éphémère République populaire biélorusse. Elle fut prise par l'Armée rouge au cours de son offensive vers la Vistule, le 19 janvier 1919. Cependant, le 10 février 1919, l'armée polonaise pénétra dans la région et reprit la ville le 14 février. Au cours de la guerre russo-polonaise de 1920, Bereza Kartuska fut le théâtre de deux batailles importantes. Après la guerre, elle fut annexée par la Pologne.
En 1934, les anciennes casernes et les prisons tsaristes furent transformées par les autorités polonaises en camp d'internement pour prisonniers politiques (la prison de Bereza Kartuska). Des extrémistes polonais de droite de l'ONR, des séparatistes ukrainiens de l'Organisation des nationalistes ukrainiens, des membres du Parti communiste de Pologne et du Parti communiste d'Ukraine occidentale y furent enfermés, et plus tard des membres de partis d'opposition, des journalistes qui critiquaient le gouvernement ainsi que des criminels de droit commun. Les détenus y étaient envoyés pour un maximum de trois mois sur une simple décision administrative de la police ou du voïvode. C'est ainsi que de nombreux Biélorusses qui résistaient à la polonisation se retrouvèrent dans le camp de Bereza Kartuska. Le camp fut fermé en septembre 1939, lors de l'invasion de la Pologne. Après la guerre, il fut décrit comme un « camp de concentration » par la propagande communiste, qui voulait ainsi démontrer que le gouvernement polonais d'avant-guerre était fasciste.
En 1939, la ville fut prise par l'Armée rouge et incorporée à la république socialiste soviétique de Biélorussie. Après le déclenchement de l'opération Barbarossa, la ville fut envahie par l'Allemagne nazie le 22 juin 1941. Au cours de la Seconde Guerre mondiale, un ghetto fut créé dans la ville par les occupants allemands pour les Juifs de la zone environnante. Plus de 8 000 personnes furent tuées au cours d'exécutions de masse ou périrent de faim. Après la guerre, la ville fut annexée par l'Union soviétique et les derniers habitants polonais furent expulsés. Biaroza fut repeuplée par des paysans biélorusses et russes, et reconstruite après les destructions de la Seconde Guerre mondiale. Au cours de la période d'après-guerre, une base aérienne soviétique fut en activité à proximité de Biaroza. En 1958-1967, une centrale hydroélectrique fut construite dans le raïon de Biaroza.
Depuis la dislocation de l'Union soviétique, en 1991, la ville fait partie de la Biélorussie indépendante.

## Population
Recensements (*) ou estimations de la population :
| 1897* | 1939* | 1959* | 1970* | 1979*  | 1989*  |
| ----- | ----- | ----- | ----- | ------ | ------ |
| 6 226 | 5 000 | 5 589 | 9 294 | 13 113 | 23 203 |

| 1999*  | 2009*  | 2012   | 2013   | 2014   | 2015   |
| ------ | ------ | ------ | ------ | ------ | ------ |
| 29 800 | 29 357 | 29 335 | 29 328 | 29 392 | 29 500 |

| 2016   | 2017   | 2018   | 2019   | - | - |
| ------ | ------ | ------ | ------ | - | - |
| 29 408 | 29 451 | 29 441 | 29 437 | - | - |

## Personnalité liées à la commune
- Kadia Molodowsky (1894-1975), poétesse de langue yiddish